# 反质子氦
反质子氦是一种三体原子，由反质子和绕氦原子核旋转的电子组成。因此，它部分地由物质构成，部分由反物质构成。该原子是电中性的，因为电子和反质子都具有-1的电荷，而氦原子核具有+2的电荷。反质子氦原子被称为原子，因为它具有像原子一样的结构，但有两个原子核像分子。

## 生产
这些奇异原子可以通过简单地将反质子与普通氦气混合来生产。反质子在化学反应中自发地去除正常氦原子中包含的两个电子中的一个，然后开始绕电子位置的氦原子核运行。在将大约3％的反质子引入氦气的情况下会发生这种情况。反质子的轨道具有大的主量子数和大约38的角动量量子数，远离氦原子核的表面。因此，反质子可以绕核运行数十微秒，然后最终落到其表面并消灭。

## 激光光谱
反质子氦原子正在欧洲核子研究中心的ASACUSA实验中研究。在这些实验中，首先通过阻止氦气中的反质子束产生原子。然后用强大的激光束照射原子，使它们中的反质子共振并从一个原子轨道跳到另一个原子轨道。

## 测量反质子和电子之间的质量比
通过测量共振原子所需的激光的特定频率，ASACUSA实验确定了反质子的质量，他们在1836.1536734（15）倍于电子的质量。
这与“常规”质子的质量相同，在实验的确定性水平内。这是对自然的基本对称性的确认，称为CPT（电荷，奇偶校验和时间反转的简称）。该定律规定，所有的物理定律将继续下同时逆转不变负责轴，空间轴的奇偶校验和的方向时轴。该理论的一个重要预测是粒子及其反粒子应该具有完全相同的质量。

## 反质子和质子质量与电荷的比较
通过将反质子氦的激光光谱的上述结果与CERN的ATRAP和BASE合作进行的反质子回旋频率的单独高精度测量结果进行比较，可以将质子的质量和电荷精确地与质子值进行比较。最近的这种测量结果表明反质子的质量（和电荷的绝对值）与质子相同，精确度为0.5十亿分之一。

## 反质子氦离子
反质子氦离子是一个氦原子核和绕动反质子的构成的双体对象。它的电荷为+1。2005年，欧洲核子研究中心生产了寿命长达100纳秒的冷离子。

## 延伸阅读
- Laser spectroscopy experiments on antiprotonic helium atoms
- Inﬂuence of oxygen admixtures on the lifetime of metastable antiprotonic helium atoms（页面存档备份，存于）